# Eduardo Lara
Eduardo Lara (Pradera, 4 september 1959) is een voormalig voetballer uit Colombia die naam maakte als trainer-coach. Hij was onder meer werkzaam als bondscoach van zijn vaderland Colombia in 2008 en 2009 en had diverse nationale jeugdselecties onder zijn hoede.

## Trainerscarrière
Lara gaf onder meer leiding aan de Colombiaanse selectie die in 2005 deelnam aan het WK voetbal U20 in Nederland. Daar verloor zijn ploeg in de achtste finales van de latere kampioen Argentinië (2-1). Op 19 september 2008 trad hij aan als interim-bondscoach van de nationale A-selectie na het ontslag van Jorge Luis Pinto. Lara had de selectie in totaal vijftien duels onder zijn hoede. Onder zijn leiding wisten Los Cafeteros zich niet te plaatsen voor het WK voetbal 2010 in Zuid-Afrika.
| Interlands Colombia onder leiding van Eduardo Lara | Interlands Colombia onder leiding van Eduardo Lara | Interlands Colombia onder leiding van Eduardo Lara | Interlands Colombia onder leiding van Eduardo Lara | Interlands Colombia onder leiding van Eduardo Lara | Interlands Colombia onder leiding van Eduardo Lara |
| №                                                  | Datum                                              | Wedstrijd                                          | Uitslag                                            | Competitie                                         |                                                    |
| -------------------------------------------------- | -------------------------------------------------- | -------------------------------------------------- | -------------------------------------------------- | -------------------------------------------------- | -------------------------------------------------- |
| 1                                                  | 11 oktober 2008                                    | Colombia – Paraguay                                | 0 – 1                                              | WK-kwalificatie                                    |                                                    |
| 2                                                  | 15 oktober 2008                                    | Brazilië – Colombia                                | 0 – 0                                              | WK-kwalificatie                                    |                                                    |
| 3                                                  | 19 november 2008                                   | Colombia – Nigeria                                 | 1 – 0                                              | Vriendschappelijk                                  |                                                    |
| 4                                                  | 11 februari 2009                                   | Colombia – Haïti                                   | 2 – 0                                              | Vriendschappelijk                                  |                                                    |
| 5                                                  | 28 maart 2009                                      | Colombia – Bolivia                                 | 2 – 0                                              | WK-kwalificatie                                    |                                                    |
| 6                                                  | 31 maart 2009                                      | Venezuela – Colombia                               | 2 – 0                                              | WK-kwalificatie                                    |                                                    |
| 7                                                  | 6 juni 2009                                        | Argentinië – Colombia                              | 1 – 0                                              | WK-kwalificatie                                    |                                                    |
| 8                                                  | 10 juni 2009                                       | Colombia – Peru                                    | 1 – 0                                              | WK-kwalificatie                                    |                                                    |
| 9                                                  | 7 augustus 2009                                    | Colombia – El Salvador                             | 2 – 1                                              | Vriendschappelijk                                  |                                                    |
| 10                                                 | 12 augustus 2009                                   | Colombia – Venezuela                               | 1 – 2                                              | Vriendschappelijk                                  |                                                    |
| 11                                                 | 5 september 2009                                   | Colombia – Ecuador                                 | 2 – 0                                              | WK-kwalificatie                                    |                                                    |
| 12                                                 | 9 september 2009                                   | Uruguay – Colombia                                 | 3 – 1                                              | WK-kwalificatie                                    |                                                    |
| 13                                                 | 30 september 2009                                  | Mexico – Colombia                                  | 1 – 2                                              | Vriendschappelijk                                  |                                                    |
| 14                                                 | 10 oktober 2009                                    | Colombia – Chili                                   | 2 – 4                                              | WK-kwalificatie                                    |                                                    |
| 15                                                 | 14 oktober 2009                                    | Paraguay – Colombia                                | 0 – 2                                              | WK-kwalificatie                                    |                                                    |